# 부산 국제고무공장 화재
부산 국제고무공장 화재사건(釜山 國際 -工場 火災事件)은 1960년 3월 2일 부산시 동구 범일동 국제고무공업주식회사(국제상사, 현 LS네트웍스 전신)에서 성냥 취급 부주의로 인해 화재가 발생, 52명이 사망하고 39명이 부상을 입는 인명 피해가 일어나고 1억환의 재산 피해를 입은 사건이다.

## 화재원인
공장 신입 직공인 이필선(여, 1935년생, 당시 26세)이 작업대 위에 있던 미제 황화인성냥(마찰면 없이 발화되는 성냥)을 장난삼아 켜는 순간 옆에 있던 동료직공이 제지하자 놀란 나머지 연료통에 버려 화재가 발생하였다.

## 경과
화재로 인해 100여명의 사상자가 발생하였고 건평 600평의 공장건물을 전소시켜 1억환(약 10억원)의 재산피해를 발생시켰다. 공장건물 내부에는 계단이 단 두 곳밖에 없어 많은 직공들이 일제히 앞다투어 좁은 통로로 내려가는 바람에 계단에서 굴러 떨어지며 많은 사상자를 내었다. 미처 빠져나오지 못한 여직공들은 2층에서 뛰어내리면서 허리가 부러지는 등의 중상을 입었다.
방화 피의자 이필선은 겁을 먹고 집에 숨어있다가 3일 후 검거, 동부산경찰서에 구속되었다.

## 참고자료
- 釜山 國際고무工場에 大火[깨진 링크(과거 내용 찾기)], 동아일보 1960년 3월 3일자
- 失火者 李孃 拘束, 釜山 大火災 慘死事件[깨진 링크(과거 내용 찾기)], 동아일보 1960년 3월 6일자